# Diocesi di Hildesheim

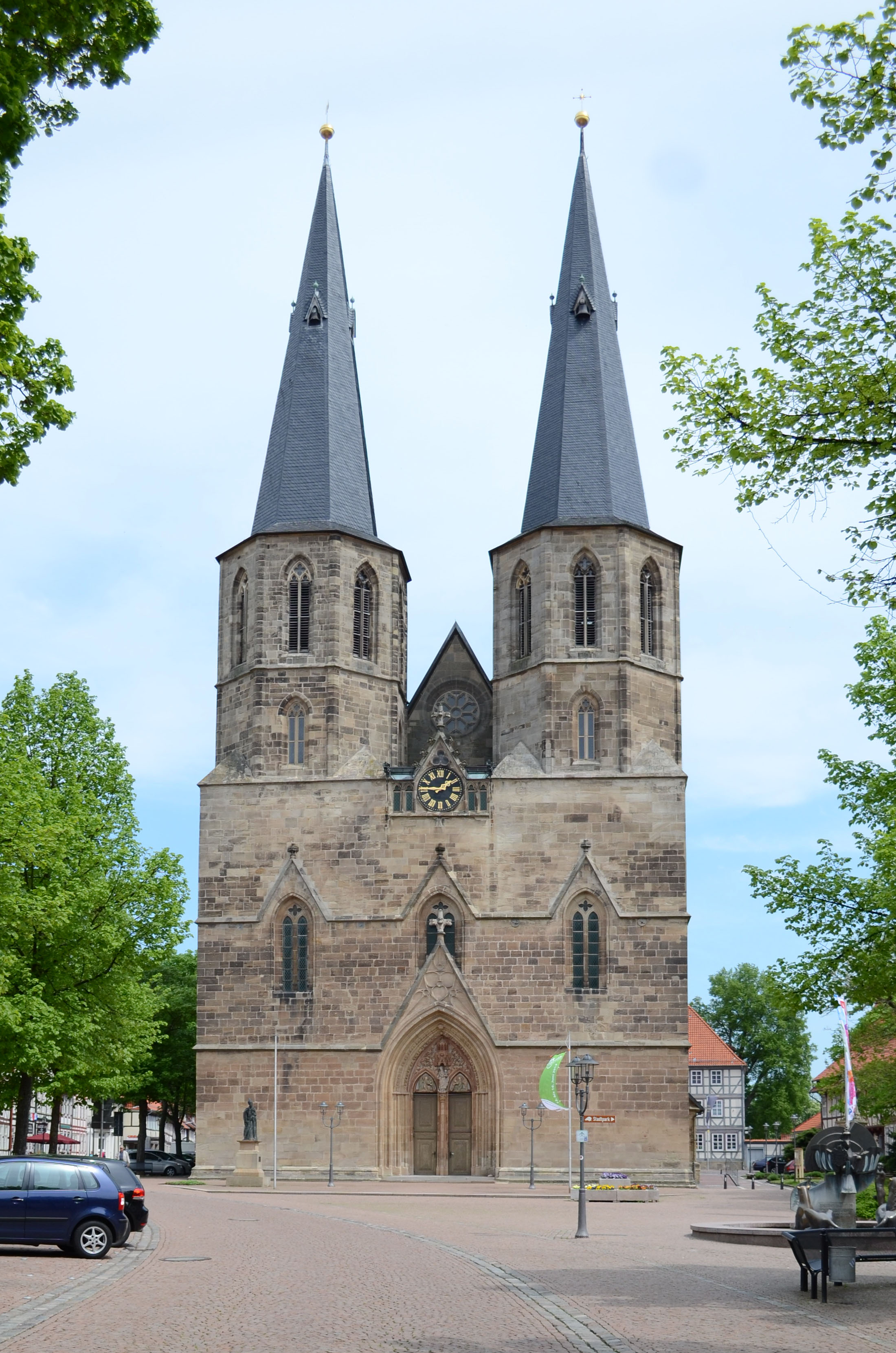
La basilica minore di San Ciriaco a Duderstadt.

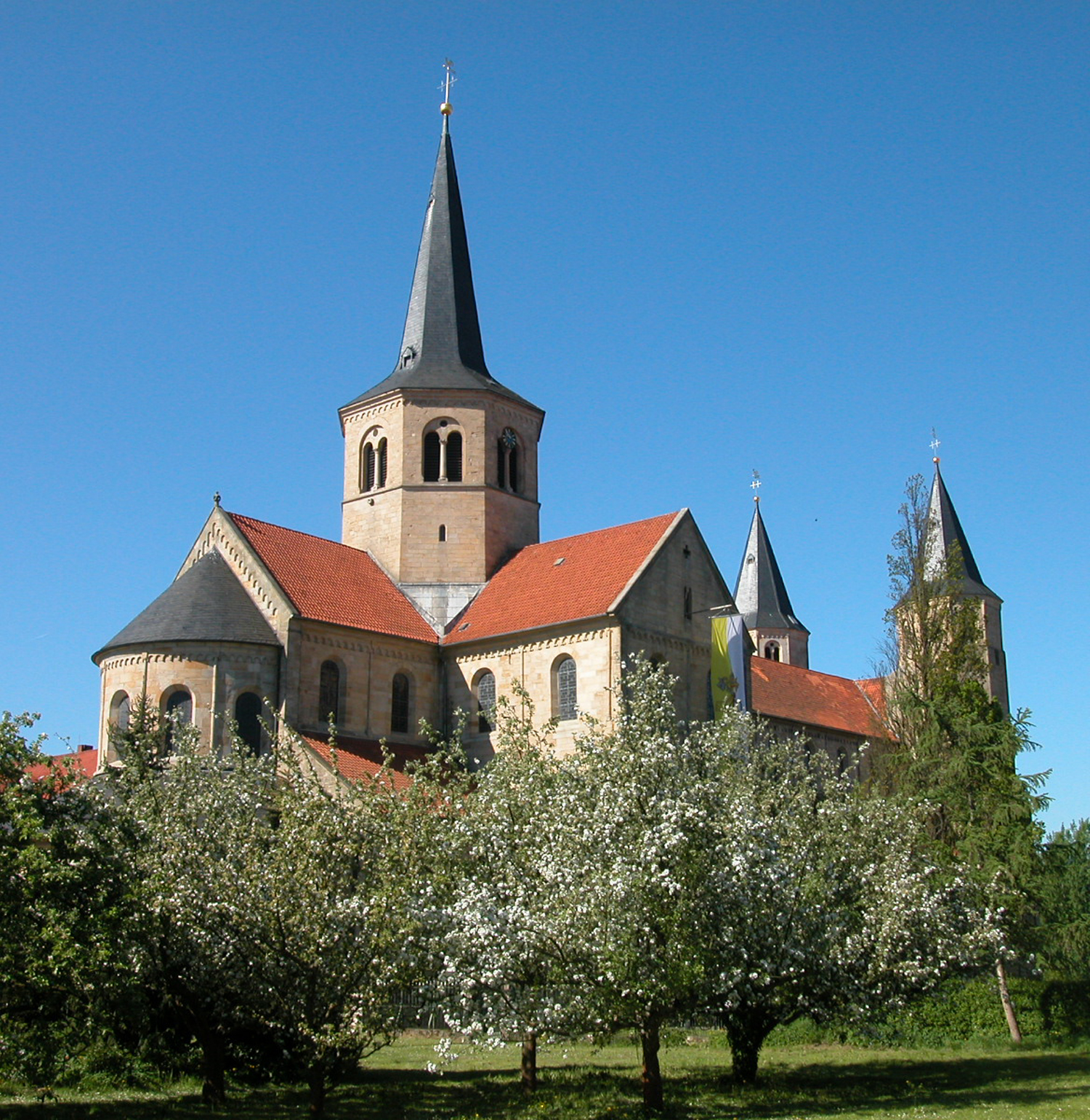
La basilica minore di San Gottardo a Hildesheim.

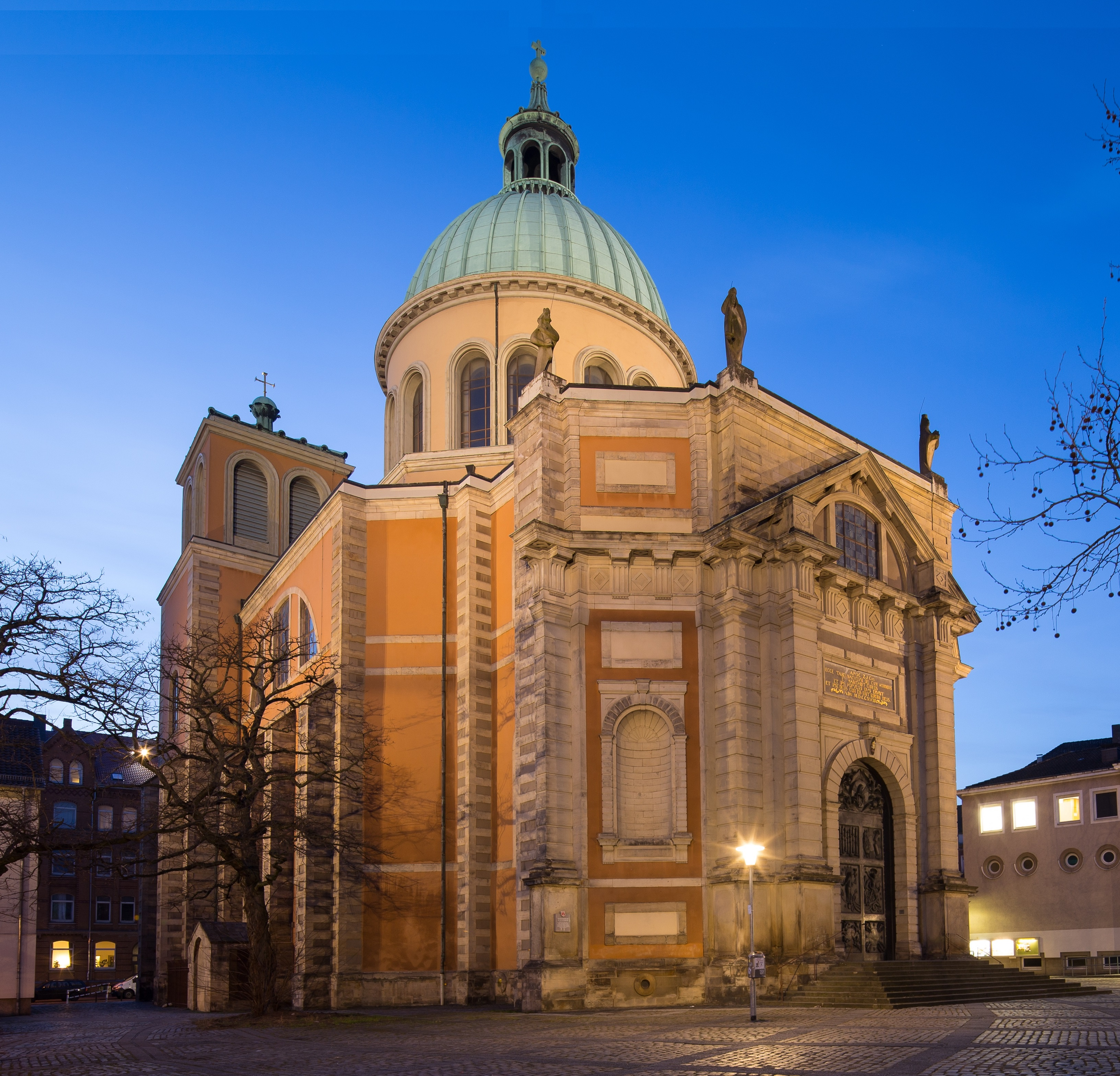
La basilica minore di San Clemente a Hannover.

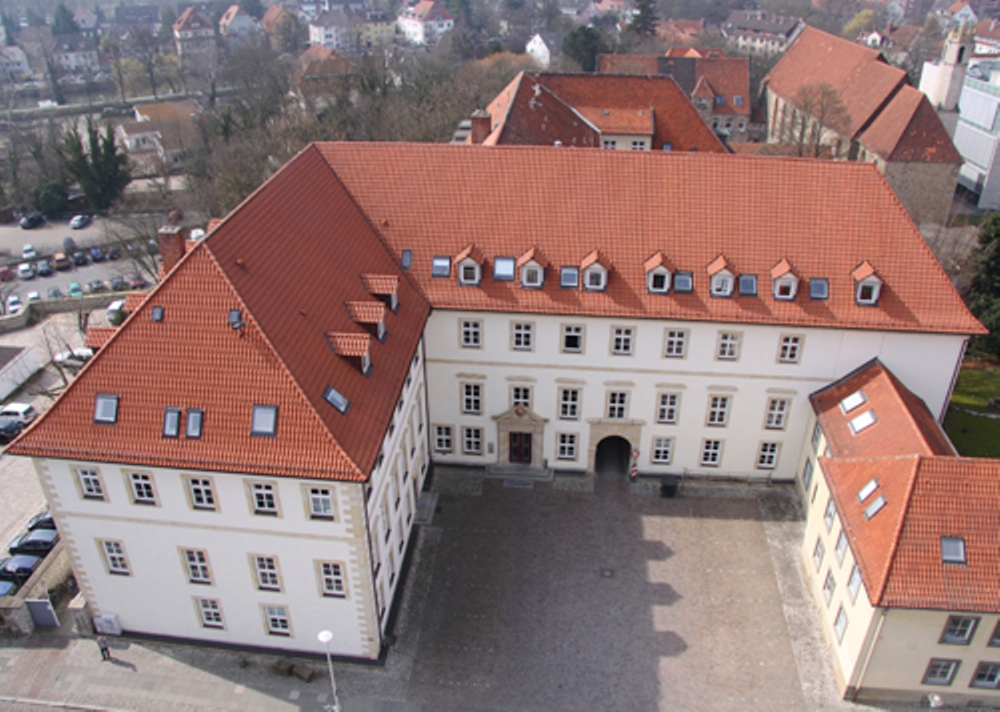
La curia diocesana vista dalla cattedrale, un tempo residenza dei principi-vescovi di Hildesheim.

La diocesi di Hildesheim (in latino Dioecesis Hildesiensis) è una sede della Chiesa cattolica in Germania suffraganea dell'arcidiocesi di Amburgo. Nel 2023 contava 603.600 battezzati su 5.383.276 abitanti. È retta dal vescovo Heiner Wilmer, S.C.I.

## Territorio
La diocesi è situata nella parte orientale della Bassa Sassonia fra Hannoversch Münden a sud ed il Mare del Nord, verso nord, e fra il fiume Weser ad ovest e le montagne dello Harz ad est. Comprende anche la parte settentrionale dello stato di Brema.
Sede vescovile è la città di Hildesheim, dove si trova la cattedrale dell'Assunzione di Maria Vergine. Nel territorio diocesano sorgono tre basiliche minori: San Ciriaco a Duderstadt, San Gottardo a Hildesheim e San Clemente a Hannover.
La sua estensione territoriale (29.021 km²) è pari a quella delle più grandi diocesi del paese, ma la popolazione è in maggioranza protestante.
Il territorio è suddiviso in 119 parrocchie, raggruppate in 18 decanati.

### Istituti religiosi
- Benedettine della Congregazione di Beuron
- Canisiani
- Carmelitane
- Compagnia di Gesù
- Congregatio Jesu
- Congregazione del Santissimo Redentore
- Confederazione dell'oratorio di San Filippo Neri
- Congregazione di Sant'Ottilia dell'Ordine di San Benedetto
- Fraternità delle piccole sorelle di Gesù
- Fraternità di Bourricos
- Missionarie serve dello Spirito Santo
- Ordine dei frati minori
- Ordine dei frati minori conventuali
- Ordine dei frati predicatori
- Ordine di Sant'Agostino
- Orsoline di Duderstadt
- Piccole sorelle di Santa Teresa
- Società delle figlie del Cuore di Maria
- Società di Cristo per gli emigrati della Polonia
- Società salesiana di San Giovanni Bosco
- Suore dei poveri di San Francesco
- Suore della divina volontà
- Suore di carità di San Vincenzo de' Paoli
- Suore domenicane missionarie del Sacro Cuore di Gesù
- Suore francescane di Dongen
- Suore missionarie del Santo Nome di Maria

## Storia
La diocesi, suffraganea dell'arcidiocesi di Magonza, fu eretta da Ludovico il Pio nell'anno 815. Primo vescovo fu Gunthar, originario di Reims, già vescovo missionario nella regione. Il vescovo Alfredo (851-874) ricostruì la cattedrale ed organizzò il capitolo dei canonici, opera proseguita dai successori Wigbert (880-903) e Valdberto (909-919).
Il territorio diocesano si formò gradualmente. All'inizio comprendeva l'Astfalagau, si estendeva a sud-ovest sul Flemithigau, a est sull'Ambergau, e a nord comprendeva importanti porzioni del Gretingau e del Flutwiddegau.
I vescovi di Hildesheim ebbero un ruolo importante durante l'epoca degli imperatori ottoniani nel X secolo. Il vescovo Diethard (928-954) ottenne da Enrico I di Sassonia la protezione e l'immunità imperiale. Bernoardo (993-1022) fu uno degli uomini più in vista del suo tempo, precettore e principale consigliere di Ottone III; fortificò la città episcopale, fondò monasteri e diverse chiese rurali; convocò periodicamente dei sinodi diocesani; suddivise la diocesi in arcidiaconati. Quest'opera fu continuata dal successore Gottardo (1022-1038), che alla sua morte fu oggetto di culto e venerazione; fu proclamato santo un secolo dopo da papa Innocenzo II.
Dal 1235 la diocesi acquisì potere temporale, attraverso il principato vescovile di Hildesheim. Corrado di Riesenberg (1221-1246) è considerato il primo principe-vescovo di Hildesheim, benché già Bernoardo avesse ottenuto da Enrico II nel 1013 diritti comitali sull'Astfalagau. Da questo momento le preoccupazioni politiche prevalsero su quelle essenzialmente religiose, cosa che favorì un progressivo degrado della vita religiosa della diocesi. Alcuni esempi:
- Nel 1260 il capitolo dei canonici elesse vescovo il figlio del conte di Brunswick, Ottone, che aveva solo 13 anni; rimase vescovo eletto fino al 1274, quando ricevette la consacrazione episcopale e in seguito si preoccupò più di ingrandire i propri possedimenti, che della cura pastorale della diocesi.[9]
- Nel 1331 il capitolo elesse un vescovo, Enrico di Brunswick, che entrò in conflitto, anche armato, con il rivale, Eric di Hombourg, imposto dal papa; alla fine vinse Enrico, ma la Santa Sede lo riconobbe ufficialmente come legittimo vescovo solo nel 1354.[10]
- Gerardo di Berg, che governò la diocesi per trent'anni dal 1365 al 1398, è noto per aver sconfitto in battaglia il duca di Brunswick e i suoi alleati; in ricordo di questa vittoria, edificò una cappella all'interno della cattedrale.[11]
- Nel 1452 fu eletto vescovo Bernardo di Brunswick-Luneburg, giovane di 20 anni, che non ricevette mai la consacrazione sacerdotale ed episcopale; dette le dimissioni nel 1458 per succedere al padre come duca di Brunswick e qualche anno dopo sposò la sorella del suo successore sulla cattedra di Hildesheim, Ernesto di Schauenburg.[12]

Tentativi di riformare la vita monastica e religiosa, attuati tra la fine del XIV e la prima metà del XV secolo, non andarono buon fine. In quest'epoca la diocesi contava 9 monasteri di canonici regolari, 5 abbazie benedettine e 2 cistercensi; e 16 monasteri di benedettine, 5 di monache cistercensi.
Durante l'episcopato di Giovanni di Sassonia-Lauenburg (1504-1527) fece la sua apparizione in diocesi il luteranesimo; la nuova religione guadagnò terreno sotto il vescovo Valentino di Teutleben (1538-1551); molte porzioni della diocesi passarono ai riformati, compresa la città episcopale. Nel 1557 fu eletto vescovo Burcardo di Oberg, strenuo difensore della fede tradizionale cattolica, che fece di tutto per salvare il salvabile; al termine del suo episcopato, nel 1573, solo una dozzina di villaggi rimase cattolico. A lui succedettero, o come vescovi o come amministratori apostolici, una serie di prelati originari della Baviera, di fede cattolica e educati dai gesuiti, che misero in campo una serie di iniziative che permisero la restaurazione cattolica in molte parti della diocesi di Hildesheim e al contempo l'applicazione dei principi riformatori del concilio di Trento: furono indetti sinodi, si fecero visite pastorali alla diocesi, furono recuperati edifici religiosi, tra cui la cattedrale, che erano stati confiscati dai luterani, venne aperto il seminario nel 1655. Malgrado gli sforzi compiuti, gli atti della visita pastorale del 1657 mostrano che in diocesi erano rimaste solo una ventina di parrocchie cattoliche.
In due occasioni, con Edmondo di Brabeck (1697-1702) e con Federico Guglielmo di Vestfalia (1775-1789), i vescovi di Hildesheim furono nominati anche vicari apostolici delle Missioni del Nord. Malgrado la soppressione della Compagnia, i gesuiti continuarono a rimanere in diocesi in abiti civili o come preti diocesani: questo permise loro di continuare a dirigere il seminario diocesano.
Nel 1789 divenne vescovo di Hildesheim Franz Egon von Fürstenberg; come il suo predecessore fu nominato anche vescovo di Paderborn e vicario apostolico delle Missioni del Nord. È stato l'ultimo principe-vescovo di Hildesheim; il principato ecclesiastico fu secolarizzato con il Reichsdeputationshauptschluss del 1803 e il suo territorio annesso al regno di Prussia.
Il 26 marzo 1824 i confini diocesani subirono radicali cambiamenti, per la prima volta dall'815. Con la bolla Impensa romanorum pontificum di papa Leone XII, furono riorganizzate le circoscrizioni ecclesiastiche del regno di Hannover, che comprendeva le sedi di Hildesheim e di Osnabrück,i cui confini furono fatti coincidere con quelli dello Stato: la nuova diocesi di Hildesheim, resa immediatamente soggetta alla Santa Sede, si estendeva nella parte orientale del regno, separata da quella di Osnabrück dal fiume Weser, e vide notevolmente ingrandito il proprio territorio che arrivava ora fino al mare del Nord e al fiume Elba. Con decreto della Congregazione Concistoriale del 2 luglio 1834, fu assegnata alla diocesi di Hildesheim anche la competenza sui cattolici del ducato di Braunschweig.
Grande impulso alla rinascita della diocesi di Hildesheim fu dato dal vescovo Eduard Jakob Wedekin (1850-1870): aprì nuovi posti di missione nella parte settentrionale della sua diocesi; favorì la pratica degli esercizi spirituali per i suoi preti, la fondazione di associazioni cattoliche e la predicazione di missioni parrocchiali; chiamò nella propria diocesi diverse congregazioni religiose, tra cui i lazzaristi, a cui affidò la direzione del seminario.
Lo sviluppo economico che coinvolse le città di Hannover, Amburgo e Brema favorì l'emigrazione interna e di conseguenza l'aumento del numero dei cattolici presenti in diocesi. Nel 1890 si contavano circa 100.000 cattolici, raddoppiati vent'anni dopo. Il numero delle parrocchie passò da 91 nel 1890 a 138 nel 1915.
Il 13 agosto 1930 con la bolla Pastoralis officii nostri di papa Pio XI la diocesi entrò a far parte della provincia ecclesiastica di Paderborn.
Al termine della seconda guerra mondiale la popolazione cattolica della diocesi triplicò per l'arrivo di numerosi profughi fuggiti dalle parti orientali della Germania, soprattutto dalla Slesia e dai Sudeti.
In base alla convenzione stipulata tra la Santa Sede e la Bassa Sassonia il 26 febbraio 1965, che riprende gli articoli del concordato con la Prussia del 1929, il diritto di elezione dei vescovi di Hildesheim fu concesso al capitolo dei canonici della cattedrale, su una lista di tre nomi proposta dalla Santa Sede.
Il 14 settembre 1966, in conformità con le decisioni della convenzione dell'anno precedente, furono rivisti i confini tra le diocesi di Hildesheim e di Osnabrück.
Il 7 aprile 1994 ingrandì il proprio territorio con alcune parrocchie già appartenute all'amministrazione apostolica di Schwerin. Il 24 ottobre successivo ha ceduto una porzione del suo territorio a vantaggio dell'erezione dell'arcidiocesi di Amburgo, di cui Hildesheim è diventata suffraganea.

## Cronotassi dei vescovi
Si omettono i periodi di sede vacante non superiori ai 2 anni o non storicamente accertati.

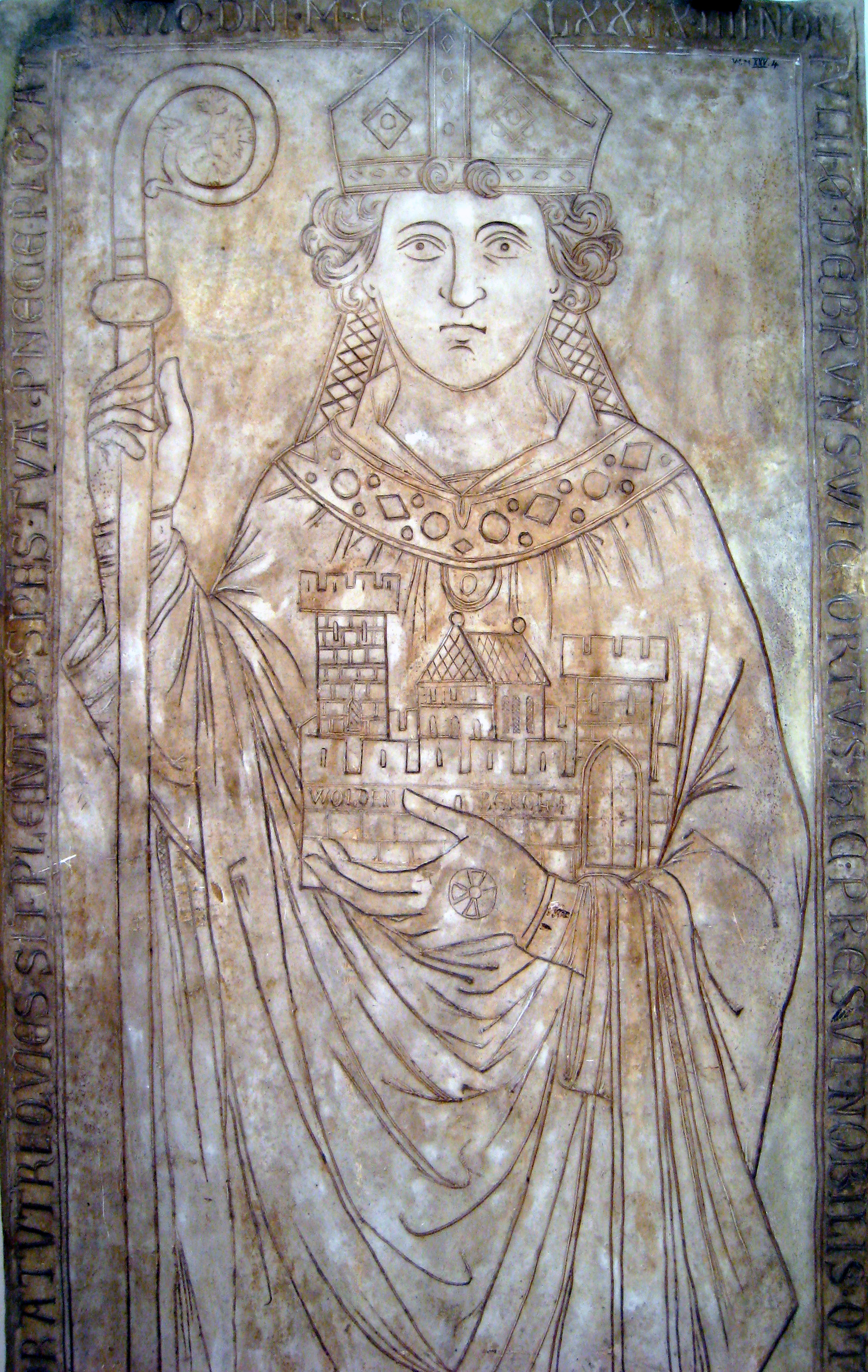
Il vescovo Ottone di Brunswick-Lüneburg (1260-1279)

- Guntari † (815 - 5 luglio 834 deceduto)
- Rimberto † (834 - 12 febbraio 835 deceduto)
  - Sede vacante (835-847)
- Ebbone † (847 - 20 marzo 851 deceduto)
- Sant'Alfredo o Altfrido † (851 - 15 agosto 874 deceduto)
- Marquardo † (novembre 874 - 2 febbraio 880 deceduto)
- Wigbert † (880 - 1º novembre 903 deceduto)
- Valdberto † (prima del 909 - 3 novembre 919 deceduto)
- Sehard † (919 - 10 ottobre 928 deceduto)
- Diethard † (928 - 13 settembre 954 deceduto)
- Otwin † (954 - 1º dicembre 984 deceduto)
- Osdag † (985 - 8 novembre 989 deceduto)
- Gerdag † (19 gennaio 990 - 7 dicembre 992 deceduto)
- San Bernoardo † (15 gennaio 993 - 20 novembre 1022 deceduto)
- San Gottardo † (2 dicembre 1022 - 5 maggio 1038 deceduto)
- Dithmar † (20 agosto 1038 - 14 novembre 1044 deceduto)
- Azelin † (1044 - 8 marzo 1054 deceduto)
- Hezilo † (1054 - 5 agosto 1079 deceduto)
- Udo di Gleichen-Rheinhausen † (1079 - 19 ottobre 1114 deceduto)
  - Bruno † (1115 - 1118 dimesso) (vescovo eletto)
- Bertoldo di Alvensleben † (31 ottobre 1119 - 14 marzo 1130 deceduto)
- San Bernardo † (prima del 12 giugno 1130 - 1153 dimesso)
- Brunone † (dopo il 3 giugno 1153 - 18 ottobre 1162 deceduto)
- Ermanno † (1162 - 10 luglio 1170 deceduto)
- Adelog † (giugno o luglio 1171 - 20 settembre 1190 deceduto)
- Bernone † (1190 - 28 ottobre 1194 deceduto)
- Corrado di Querfurt † (dopo il 28 ottobre 1194 - giugno 1198 nominato vescovo di Würzburg)
- Hartbert † (1199 - 21 marzo 1216 deceduto)
- Sigfrido di Lichtenberg † (1216 - 26 gennaio 1221 dimesso)
- Corrado di Riesenberg † (3 settembre 1221 - 1246 dimesso)
- Enrico di Wernigerode † (febbraio 1246 - 25 maggio 1257 deceduto)
- Giovanni di Brakel † (settembre 1257 - 15 settembre 1260 deceduto)
- Ottone di Brunswick-Lüneburg † (9 ottobre 1260 - 4 luglio 1279 deceduto)
- Sigfrido di Querfurt † (18 luglio 1279 - 27 aprile 1310 deceduto)
- Enrico di Woldenberg † (6 settembre 1310 - 21 settembre 1318 deceduto)
- Ottone di Woldenberg † (23 maggio 1319 - 3 agosto 1331 deceduto)
- Enrico di Brunswick-Luneburg † (28 agosto 1331[27] - 6 febbraio 1363 deceduto)
- Giovanni Schadland, O.P. † (22 marzo 1363 - 20 agosto 1365 nominato vescovo di Worms)
- Gerardo di Berg † (20 agosto 1365 - 15 novembre 1398 deceduto)
- Johann von Hoya † (28 febbraio 1399 - 1424 dimesso)
- Magnus di Sassonia-Lauenburg † (10 maggio 1424 - 21 settembre 1452 deceduto)
- Bernardo di Brunswick-Luneburg † (20 ottobre 1452 - 1458 dimesso)
- Ernesto di Schauenburg † (24 marzo 1458 - 23 luglio 1471 deceduto)
- Henning di Haus † (15 gennaio 1472 - 1481 dimesso)
- Bertoldo di Landsberg † (25 settembre 1480 - 4 maggio 1502 deceduto)
- Eric di Sassonia-Lauenburg † (2 dicembre 1502 - 1504 dimesso)
- Giovanni di Sassonia-Lauenburg † (13 luglio 1504 - 1527 dimesso)
- Baldassarre Merklin † (9 marzo 1530 - 28 maggio 1531 deceduto)
- Ottone di Schauenburg † (1531 - 1537 dimesso)
- Valentino di Teutleben † (11 gennaio 1538 - 19 aprile 1551 deceduto)
- Federico di Danimarca † (6 luglio 1554 - 27 settembre 1556 deceduto)
- Burcardo di Oberg † (23 gennaio 1559 - 23 febbraio 1573 deceduto)
  - Ernesto di Baviera † (7 marzo 1573 - 17 febbraio 1612 deceduto) (amministratore apostolico)
- Ferdinando di Baviera † (17 febbraio 1612 succeduto - 3 settembre 1650)
- Massimiliano Enrico di Baviera † (3 settembre 1650 succeduto - 3 giugno 1688 deceduto)
- Giudoco Edmondo di Brabeck † (29 novembre 1688 - 13 agosto 1702 deceduto)
  - Giuseppe Clemente di Baviera † (13 agosto 1702 succeduto - 11 dicembre 1723 deceduto) (amministratore apostolico)
  - Clemente Augusto di Baviera † (14 luglio 1725 - 6 febbraio 1761 deceduto) (amministratore apostolico)
- Federico Guglielmo di Vestfalia † (16 maggio 1763 - 6 gennaio 1789 deceduto)
- Franz Egon von Fürstenberg † (6 gennaio 1789 succeduto - 11 agosto 1825 deceduto)
  - Sede vacante (1825-1829)
- Godehard Joseph Osthaus † (27 luglio 1829 - 30 dicembre 1835 deceduto)
- Franz Ferdinand (Johann Franz) Fritz † (11 luglio 1836 - 6 settembre 1840 deceduto)
- Jakob Joseph Wandt † (23 maggio 1842 - 16 ottobre 1849 deceduto)
- Eduard Jakob Wedekin † (30 settembre 1850 - 25 dicembre 1870 deceduto)
- Daniel Wilhelm Sommerwerk † (27 ottobre 1871 - 18 dicembre 1905 deceduto)
- Adolf Bertram † (12 giugno 1906 - 8 settembre 1914 nominato vescovo di Breslavia)
- Joseph Ernst † (1º giugno 1915 - 5 maggio 1928 deceduto)
- Nikolaus Bares † (15 gennaio 1929 - 21 dicembre 1933 nominato vescovo di Berlino)
- Joseph Godehard Machens † (22 giugno 1934 - 14 agosto 1956 deceduto)
- Heinrich Maria Janssen † (3 febbraio 1957 - 28 dicembre 1982 ritirato)
- Josef Homeyer † (25 agosto 1983 - 20 agosto 2004 ritirato)
- Norbert Trelle (29 novembre 2005 - 9 settembre 2017 ritirato)
- Heiner Wilmer, S.C.I., dal 6 aprile 2018

## Statistiche
La diocesi nel 2023 su una popolazione di 5.383.276 persone contava 603.600 battezzati, corrispondenti all'11,2% del totale.
| anno | popolazione | popolazione | popolazione | presbiteri | presbiteri | presbiteri | presbiteri                | diaconi | religiosi | religiosi | parrocchie |
| anno | battezzati  | totale      | %           | numero     | secolari   | regolari   | battezzati per presbitero | diaconi | uomini    | donne     | parrocchie |
| ---- | ----------- | ----------- | ----------- | ---------- | ---------- | ---------- | ------------------------- | ------- | --------- | --------- | ---------- |
| 1950 | 669.532     | 4.875.462   | 13,7        | 463        | 432        | 31         | 1.446                     |         | 51        | 994       | 324        |
| 1970 | 738.919     | 5.510.238   | 13,4        | 619        | 494        | 125        | 1.193                     |         | 150       | 864       | 427        |
| 1980 | 765.531     | 6.000.000   | 12,8        | 577        | 465        | 112        | 1.326                     | 18      | 128       | 625       | 365        |
| 1990 | 725.000     | 6.000.000   | 12,1        | 562        | 456        | 106        | 1.290                     | 55      | 125       | 532       | 361        |
| 1999 | 682.181     | 5.700.000   | 12,0        | 455        | 388        | 67         | 1.499                     | 75      | 83        | 470       | 279        |
| 2000 | 685.672     | 5.700.000   | 12,0        | 444        | 383        | 61         | 1.544                     | 79      | 77        | 449       | 279        |
| 2001 | 669.251     | 5.700.000   | 11,7        | 438        | 377        | 61         | 1.527                     | 81      | 72        | 339       | 279        |
| 2002 | 681.747     | 5.700.000   | 12,0        | 427        | 367        | 60         | 1.596                     | 83      | 70        | 418       | 279        |
| 2003 | 633.093     | 5.700.000   | 11,1        | 425        | 363        | 62         | 1.489                     | 80      | 71        | 415       | 349        |
| 2004 | 659.500     | 5.700.000   | 11,6        | 426        | 360        | 66         | 1.548                     | 81      | 75        | 409       | 348        |
| 2006 | 652.461     | 5.700.000   | 11,4        | 407        | 348        | 59         | 1.603                     | 91      | 69        | 366       | 313        |
| 2013 | 616.210     | 5.349.318   | 11,5        | 352        | 290        | 62         | 1.750                     | 100     | 228       | 210       | 170        |
| 2016 | 611.052     | 5.261.658   | 11,6        | 327        | 272        | 55         | 1.868                     | 101     | 64        | 231       | 119        |
| 2019 | 601.330     | 5.362.988   | 11,2        | 300        | 256        | 44         | 2.004                     | 102     | 53        | 231       | 119        |
| 2021 | 602.600     | 5.374.215   | 11,2        | 302        | 258        | 44         | 1.995                     | 95      | 52        | 103       | 119        |
| 2023 | 603.600     | 5.383.276   | 11,2        | 282        | 243        | 39         | 2.140                     | 101     | 47        | 93        | 119        |